# Jewel Peterson
Jewel Renee Peterson (* 10. September 1981 in College Park, Georgia) ist eine ehemalige US-amerikanische Tennisspielerin.

## Karriere
Sie nahm 2004 mit einer Wildcard am Damendoppel und am Mixed der US Open teil, kam aber jeweils nicht über die erste Runde hinaus. 2003 erwarb sie einen Abschluss in Communications an der University of Southern California.